# Гребля імені Гінденбурга

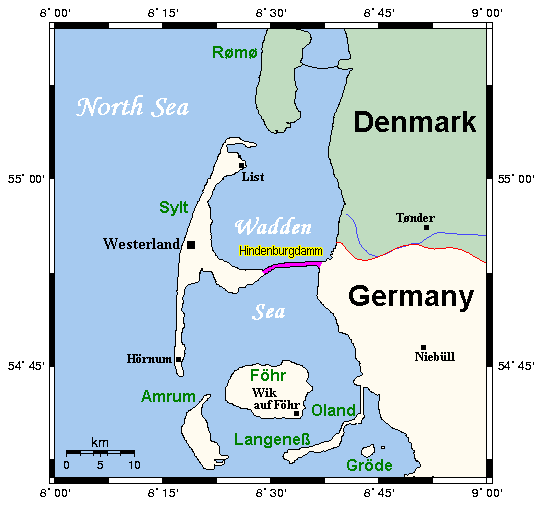
Гребля ім. Гінденбурга на мапі регіону

Гре́бля імені Гінденбу́рга (нім. Hindenburgdamm) — одинадцятикілометрова залізнична гать, що з'єднує північно-фризький острів Зюльт із материковою частиною федеральної землі Шлезвіг-Гольштейн. Названа на честь Пауля фон Гінденбурга. Гать відкрито 1 червня 1927 і з тих пір є єдиним транспортним коридором.

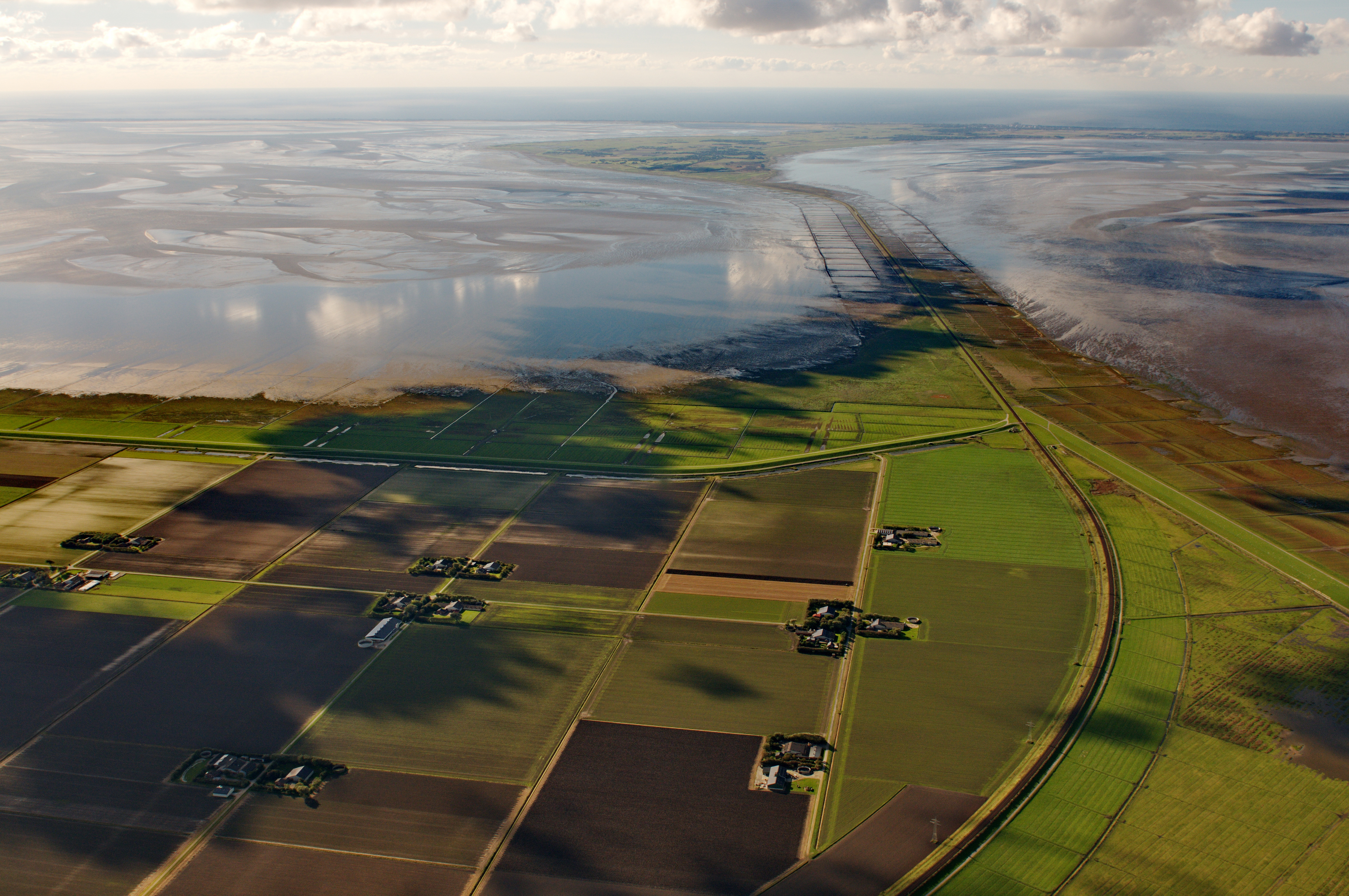
Гребля імені Гінденбурга

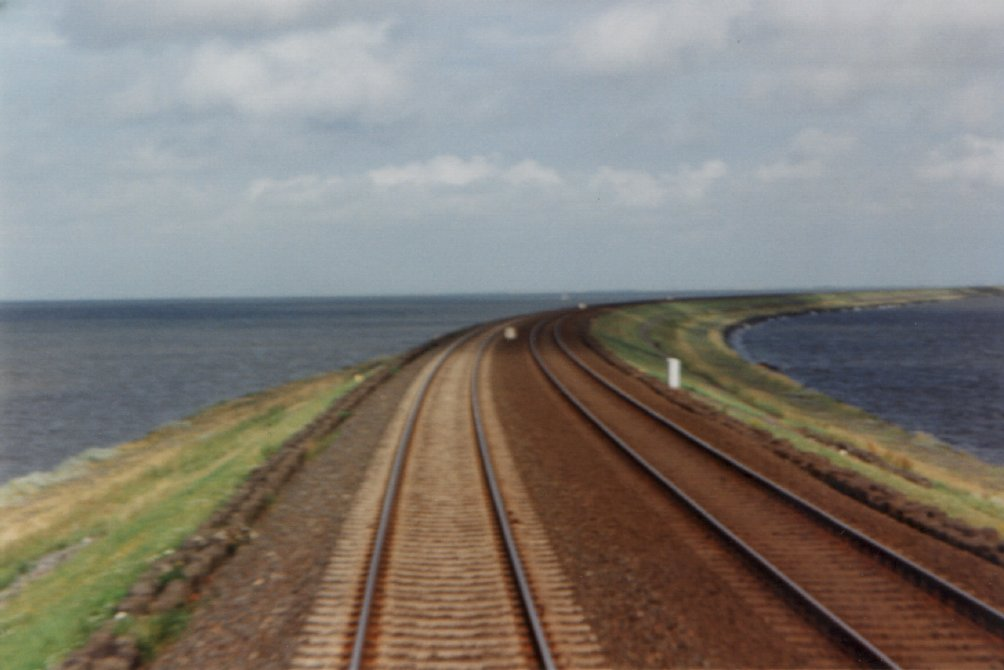
Гребля ім. Гінденбурга

Подорож потягом через гать займає близько 10 хвилин, часовий проміжок між автомобільними терміналами в Нібюлі на материку і Вестерландом на Зюльті — близько 30 хвилин.
Щодня понад 100 потягів проходять гаттю, 50 з яких перевозять автомобілі (автомобільного сполучення із островом не існує). Щороку залізниця перевозить понад 450 000 транспортних засобів між островом і материком.
Гать розташовується у спеціальній охоронній Зоні I Національного парку «Ваттове море». 